# Dhuoda
Pour les articles homonymes, voir Tota.
Dhuoda, née vers 800 et morte après 843, est une femme de lettres de l'époque carolingienne, épouse du marquis Bernard de Septimanie, dont on a conservé un livre qui serait le tout premier livre connu écrit pour un jeune de quinze ans (son fils Guillaume) et son frère plus petit, écrit entre 841 et 843. 

## Biographie

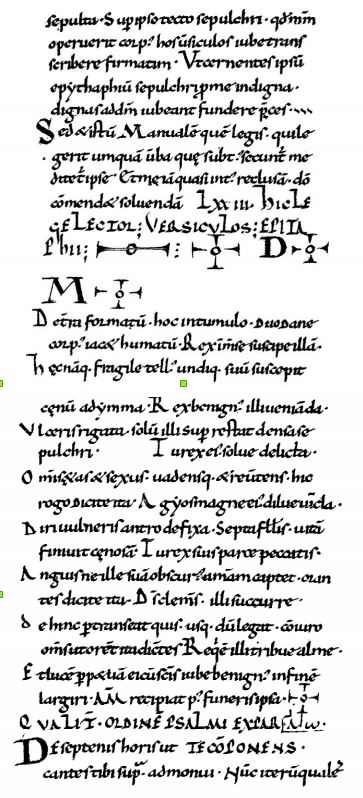
Épitaphe du manuel.

Elle est peut-être la fille du duc Sanche Ier Loup de Vasconie. 
Le 24 juin 824, elle épouse Bernard dans la chapelle du palais impérial d'Aix-la-Chapelle. Le 29 novembre 826, elle met au monde un fils qui reçoit le nom de Guillaume. 
Après quelques pérégrinations à la suite de son mari, Dhuoda s'installe à Uzès, un des domaines du marquisat. Le 22 mars 841 naît un second fils, Bernard, dit Plantevelue.
Peu après, elle se retrouve seule. Guillaume, âgé de quinze ans, est envoyé à la cour du roi Charles le Chauve, peut-être comme otage ; le cadet, encore bébé, est avec son père en Aquitaine[réf. nécessaire]. Elle entreprend alors la rédaction d'un traité d'éducation pour Guillaume : Manuel pour mon fils.
Rien n'est connu de sa vie après l'écriture du Manuel. Mais on peut noter que Bernard de Septimanie est exécuté en 844 sur l'ordre de Charles le Chauve et que Guillaume le sera en 850.

## LeManuel pour mon fils
Son traité d'éducation, le premier connu pour le Moyen Âge et l'un des premiers livres connus pour enfant, est écrit à Uzès, de 841 à 843, comme elle l'indique elle-même de façon très précisément datée. Au moment où elle écrit, elle ne peut savoir vers quelles tragédies s’acheminent son époux et son fils aîné alors âgé de seize ans. Elle est séparée de l’un comme de l’autre, car après la naissance de son second fils, Bernard, (qui par la suite rejoindra également son père), elle a dû s’installer à Uzès et cesser de suivre son mari dans ses déplacements incessants. Et d’après ses écrits, on sait qu’elle est intervenue, comme beaucoup de dames de son rang à l’époque, de façon active dans l’administration et la défense du fief en l’absence de son époux et de ses fils. On peut entendre à travers son texte que c’est en raison de sa mauvaise santé et aussi de dangers qu’elle ne précise pas qu’elle se trouve séparée de son époux et de ses enfants : « Tu n’ignores pas combien, du fait de mes infirmités continuelles et de certaines circonstances – à l’image de ce que dit l’Apôtre : « dangers de la part de ceux de ma race, dangers de la part des Gentils, etc. » – j’ai eu à souffrir en un corps fragile… ». Le Manuel de Dhuoda est donc un peu pour elle une manière de rejoindre son mari et ses fils.
C'est un manuel de morale chrétienne, divisé en 73 chapitres : « Je t'engage, ô mon fils Guillaume, à ne pas te laisser absorber par les préoccupations mondaines du siècle et à te procurer un grand nombre d'ouvrages où tu puisses apprendre à connaître Dieu bien mieux que je ne puis le faire moi-même dans ce manuel que je t'adresse. ».

## Éditions
- Manuel pour mon fils sur Gallica [843] (édition d'Edouard Bondurand), Paris, Picard, 1887 (réimpression : Mégaritios Reprints, Genève, 1978).
- Manuel pour mon fils [843] (édition de Claude Mondésert et Pierre Riché), Paris, Cerf, coll. « Sources chrétiennes », 1987.

## Hommages
- Rue Dhuoda : à Nîmes.
- Lycée Dhuoda, aussi à Nîmes.
- Rue Dhuoda : à Uzès.
- Rue Dhuoda : à Toulouse.